# УЕФА Лига шампиона 2025/26.
УЕФА Лига шампиона за сезону 2025/26. биће 71. сезона највећег европског клупског фудбалског турнира који организује УЕФА, и 34. сезона откако је преименован из Купа европских шампиона у УЕФА Лигу шампиона.
Финале ће се играти 30. маја 2026. у Пушкаш Арени у Будимпешти. Победници Лиге шампиона УЕФА 2025/26. аутоматски ће се квалификовати за лигашку фазу Лиге шампиона УЕФА 2026/27, финале Интерконтиненталног купа ФИФА 2026., групну фазу Светског клупског првенства 2029. и стећи ће право да играју против победника Лиге Европе у Суперкупу УЕФА 2026.
Биће то прва сезона Лиге шампиона са више од пет тимова из једне земље, при чему ће Енглеску представљати шест тимова.
Пари Сен Жермен је бранилац титуле.

## Учешће екипа
Укупно 82 из 53 од 55 асоцијација чланица УЕФА учествоваће у Лиги шампиона УЕФА за сезону 2025/26 (изузеци су Лихтенштајн који не организује домаћу лигу и Русија која је тренутно суспендована). Рангирање савеза засновано на коефицијентима УЕФА се користи за одређивање броја тимова учесника за сваки савез:
- савези рангирани од 1. до 5. места имају по четири клуба;
- савез рангиран на 6. месту има три клуба;
- савези рангирани од 7. до 15. места имају по два клуба;
- савези рангирани од 16. до 55. места (изузев ЛихтенштајнаНапомена ЛИХ[›] и РусијеНапомена РУС[›]) имају по један клуб.
- Победници УЕФА Лиге шампиона 2024/25 и УЕФА Лиге Европе 2024/25 добијају додатни улаз ако се не квалификују за УЕФА Лигу шампиона 2024/25 преко своје домаће лиге.
- Два савеза која остваре највише коефицијентних поена у сезони 2024/25 имаће по једно европско место за наступ у фази лиге. Победници УЕФА Лиге шампиона и Лиге Европе не могу да попуне европска места.

### Рангирање савеза
За УЕФА Лигу шампиона 2025/26., савезима се додељују места према њиховим коефицијентима УЕФА асоцијације из 2023., који узимају у обзир њихов учинак у европским такмичењима од 2019/20 до 2023/24. Табела одражава текућу суспензију Русије из УЕФА.
Осим расподеле засноване на коефицијентима, савези могу имати додатне учеснике у Лиги шампиона, као што је доле наведено:
- (EPS) – Додатна места за савезе који су завршили у прва два коефицијента асоцијације за 2024/25.
- (TH) – Додатно место за победника УЕФА Лиге Шампиона
- (EL) – Додатно место за победника УЕФА Лиге Европе

| Поз. | Савез       | Коеф.   | Бр. ФК | Дод.             |
| ---- | ----------- | ------- | ------ | ---------------- |
| 1    | Енглеска    | 104.303 | 4      | +1 (EPS) +1 (EL) |
| 2    | Италија     | 90.284  | 4      |                  |
| 3    | Шпанија     | 89.489  | 4      | +1 (EPS)         |
| 4    | Немачка     | 86.624  | 4      |                  |
| 5    | Француска   | 66.831  | 4      |                  |
| 6    | Холандија   | 61.300  | 3      |                  |
| 7    | Португалија | 56.316  | 2      |                  |
| 8    | Белгија     | 48.800  | 2      |                  |
| 9    | Турска      | 38.600  | 2      |                  |
| 10   | Чешка       | 36.050  | 2      |                  |
| 11   | Шкотска     | 36.050  | 2      |                  |
| 12   | Швајцарска  | 32.975  | 2      |                  |
| 13   | Аустрија    | 32.600  | 2      |                  |
| 14   | Норвешка    | 31.625  | 2      |                  |
| 15   | Грчка       | 31.525  | 2      |                  |
| 16   | Данска      | 31.450  | 1      |                  |
| 17   | Израел      | 31.125  | 1      |                  |
| 18   | Украјина    | 28.000  | 1      |                  |
| 19   | Србија      | 27.775  | 1      |                  |

| Поз. | Савез           | Коеф.  | Бр. ФК | Дод.           |
| ---- | --------------- | ------ | ------ | -------------- |
| 20   | Хрватска        | 25.525 | 1      |                |
| 21   | Пољска          | 25.375 | 1      |                |
| 22   | Русија          | 22.965 | 0      | [Напомена РУС] |
| 23   | Кипар           | 22.100 | 1      |                |
| 24   | Мађарска        | 21.875 | 1      |                |
| 25   | Шведска         | 21.500 | 1      |                |
| 26   | Румунија        | 21.375 | 1      |                |
| 27   | Бугарска        | 20.375 | 1      |                |
| 28   | Азербејџан      | 20.125 | 1      |                |
| 29   | Словачка        | 19.625 | 1      |                |
| 30   | Словенија       | 13.250 | 1      |                |
| 31   | Молдавија       | 13.125 | 1      |                |
| 32   | Косово          | 11.541 | 1      |                |
| 33   | Казахстан       | 11.500 | 1      |                |
| 34   | Финска          | 11.125 | 1      |                |
| 35   | Република Ирска | 10.875 | 1      |                |
| 36   | Јерменија       | 10.625 | 1      |                |
| 37   | Летонија        | 10.625 | 1      |                |
| 38   | Фарска Острва   | 10.375 | 1      |                |

| Поз. | Савез               | Коеф.  | Бр. ФК | Дод.           |
| ---- | ------------------- | ------ | ------ | -------------- |
| 39   | Босна и Херцеговина | 10.000 | 1      |                |
| 40   | Лихтенштајн         | 10.000 | 0      | [Напомена ЛИХ] |
| 41   | Исланд              | 9.583  | 1      |                |
| 42   | Северна Ирска       | 9.208  | 1      |                |
| 43   | Луксембург          | 8.625  | 1      |                |
| 44   | Литванија           | 8.500  | 1      |                |
| 45   | Малта               | 8.250  | 1      |                |
| 46   | Грузија             | 7.625  | 1      |                |
| 47   | Албанија            | 7.375  | 1      |                |
| 48   | Естонија            | 7.207  | 1      |                |
| 49   | Белорусија          | 6.625  | 1      |                |
| 50   | Северна Македонија  | 6.000  | 1      |                |
| 51   | Андора              | 5.998  | 1      |                |
| 52   | Велс                | 5.791  | 1      |                |
| 53   | Црна Гора           | 5.708  | 1      |                |
| 54   | Гибралтар           | 4.957  | 1      |                |
| 55   | Сан Марино          | 1.832  | 1      |                |

### Распоред екипа
|                                           |                                           | Екипе које почињу такмичење од наведене фазе | Екипе које су се квалификовале из претходне фазе                                                  |
| ----------------------------------------- | ----------------------------------------- | --- | ------------------------------------------------------------------------------------------------- |
| Прво коло квалификација (28 екипа)        | Прво коло квалификација (28 екипа)        | - 28 првопласираних екипа националних првенстава из савеза који су рангирани од 25 до 27. места и 30. до 55. (осим Лихтенштајна)[Напомена ЛИХ] |                                                                                                   |
| Друго коло квалификација (30 екипа)       | Стаза првака (24 екипе)                   | - 8 првопласираних екипа националних првенстава из савеза који су рангирани од 16. до 24. места (осим Русије)[Напомена РУС] - 2 првопласираних екипа националних првенстава из савеза који су рангирани на 28. и 29. месту као тимови са највишим коефицијентима клубова, првобитно из првог квалификационог кола | - 14 победника из првог кола квалификација                                                        |
| Друго коло квалификација (30 екипа)       | Стаза лиге (6 екипа)                      | - 6 другопласираних екипа националних првенстава из савеза који су рангирани од 10. до 15. места |                                                                                                   |
| Треће коло квалификација (20 екипа)       | Стаза првака (12 екипа)                   | | - 12 победника из другог кола квалификација (стаза првака)                                        |
| Треће коло квалификација (20 екипа)       | Стаза лиге (8 екипа)                      | - 3 другопласиране екипе националних првенстава из савеза који су рангирани од 7. до 9. места - 1 трећепласирана екипа националног првенства из савеза који је рангиран на 6. месту - 1 четвртопласирана екипа из савеза који је рангиран на 5. месту | - 3 победника из другог кола квалификација (Стаза лиге)                                           |
| Коло плеј-офа (14 екипа)                  | Стаза првака (10 екипа)                   | - 4 првопласиране екипе националних првенстава из савеза који су рангирани од 11. до 14. места | - 6 победника из трећег кола квалификација (стаза првака)                                         |
| Коло плеј-офа (14 екипа)                  | Стаза лиге (4 екипа)                      | | - 4 победника из трећег кола квалификација (стаза лиге)                                           |
| Групна фаза (36 екипа)                    | Групна фаза (36 екипа)                    | - УЕФА Лига Европе — освајач титуле - 2 савеза са највећим коефицијентом из прошле сезоне ће добили по додатни тим. - 10 првопласираних екипа националних првенстава из савеза који су рангирани од 1. до 10. места - 6 другопласираних екипа из савеза који су рангирани од 1. до 6. места - 5 трећепласираних екипа из савеза који су рангирани од 1. до 5. места - 4 четвртопласиране екипе из савеза који су рангирани од 1. до 4. места - 1 првопласирана екипа националног првенства из савеза који је рангиран на 15. месту као тим са највишим клубским коефицијентом, првобитно из другог кола квалификација (стаза првака) | - 5 победника из кола плеј-офа (стаза првака) - 2 победника из кола плеј-офа (стаза лиге)         |
| Прелиминарна елиминациона фаза (16 екипа) | Прелиминарна елиминациона фаза (16 екипа) | | - 16 тимова рангирани од 9. од 24. места из стазе лиге                                            |
| Осмина финала (16 екипа)                  | Осмина финала (16 екипа)                  | | - 8 тимова рангирани од 1. до 8. места из стазе лиге - 8 победника прелиминарне елиминационе фазе |

Информације овде одражавају текућу суспензију Русије у европском фудбалу, па су направљене следеће измене у подразумеваној листи приступа:
- Првопласиране екипе националних првенстава из савеза који су рангирани 23. (Кипар) и 24. (Мађарска) ући ће у други круг квалификација уместо у први квалификациони круг (пут шампиона).

Како су се носиоци титуле Лиге шампиона (Париз Сен Жермен) квалификовали путем стандардне доделе места у својој домаћој лиги, направљене су следеће промене на подразумеваној листи приступа:
- Олимпијакос, као клуб са највећим клупским коефицијентом који би иначе ушао на шампионски пут у квалификационој фази или рунди плеј-офа, ући ће у фазу лиге уместо у друго квалификационо коло стазе првака.
- Слован Братислава и Карабаг, као два клуба са највишим клупским коефицијентима која би иначе ушла у прво коло квалификација стазе првака, улазе у друго коло квалификација стазе првака.

Напомене
1. ^ Лихтенштајн (ЛИХ): Свих седам екипа под окриљем Фудбалског савеза Лихтенштајна (ФСЛ) играју у Швајцарској. Једино такмичење које организује ФСЛ јесте Куп Лихтенштајна — чији победник улази у друго коло квалификација за Лигу конференција.
2. ^ Русија (РУС): Дана 28. фебруара 2022. године, Фифа и Уефа су суспендовале руске фудбалске клубове као и све фудбалске селекције Русије поводом почетка војне инвазије Русије на Украјину. Тиме им је забрањен наступ у такмичењима које организују те две организације.[5]

### Екипе
Ознаке у заградама означавају на који начин се свака екипа квалификовала у одређену фазу такмичења:
- ОЛШ: освајач Лиге шампиона;
- ОЛЕ: освајач Лиге Европе;
- 1, 2, 3, 4, итд.: место у националном првенству у претходној сезони
- ЕПС: 2 савеза са највећим коефицијентом из прошле сезоне су добили по додатни тим.

Друго и треће коло квалификација као и коло плеј-офа подељена су на две „стазе”: стаза првака (СП) и стаза лиге (СЛ).
| Фаза такмичења           | Фаза такмичења | Екипе                | Екипе                   | Екипе                  | Екипе                 |
| ------------------------ | -------------- | -------------------- | ----------------------- | ---------------------- | --------------------- |
| Лигашка фаза             | Лигашка фаза   | ПСЖ (1)ОЛШ           | Тотенхем хотспур ОЛЕ    | Ливерпул (1)           | Арсенал (2)           |
| Лигашка фаза             | Лигашка фаза   | Манчестер сити (3)   | Челси (4)               | Њукасл јунајтед (5)ЕПС | Наполи (1)            |
| Лигашка фаза             | Лигашка фаза   | Интер Милано (2)     | Аталанта (3)            | Јувентус (4)           | Барселона (1)         |
| Лигашка фаза             | Лигашка фаза   | Реал Мадрид (2)      | Атлетико Мадрид (3)     | Атлетик Билбао (4)     | Виљареал (5)ЕПС       |
| Лигашка фаза             | Лигашка фаза   | Бајерн Минхен (1)    | Бајер Леверкузен (2)    | Ајнтрахт Франкфурт (3) | Борусија Дортмунд (4) |
| Лигашка фаза             | Лигашка фаза   | Олимпик Марсељ (2)   | Монако (3)              | ПСВ (1)                | Ајакс (2)             |
| Лигашка фаза             | Лигашка фаза   | Спортинг Лисабон (1) | Ројал Унион Сен Жил (1) | Галатасарај (1)        | Славија Праг (1)      |
| Лигашка фаза             | Лигашка фаза   | Олимпијакос (1)      |                         |                        |                       |
|                          |                |                      |                         |                        |                       |
| Коло плеј-офа            | СП             | Селтик (1)           | Базел (1)               | Штурм (1)              | Боде/Глимт (1)        |
|                          |                |                      |                         |                        |                       |
| Треће коло квалификација | СЛ             | Ница (4)             | Фајенорд (3)            | Бенфика (2)            | Клуб Бриж (2)         |
| Треће коло квалификација | СЛ             | Фенербахче (2)       |                         |                        |                       |
|                          |                |                      |                         |                        |                       |
| Друго коло квалификација | СП             | Копенхаген (1)       | Макаби Тел Авив (1)     | Динамо Кијев (1)       | Црвена звезда (1)     |
| Друго коло квалификација | СП             | Ријека (1)           | Лех Познањ (1)          | Пафос (1)              | Ференцварош (1)       |
| Друго коло квалификација | СП             | Карабаг (1)          | Слован Братислава (1)   |                        |                       |
| Друго коло квалификација | СЛ             | Викторија Плзењ (2)  | Рејнџерс (2)            | Сервет (2)             | Ред бул Салцбург (2)  |
| Друго коло квалификација | СЛ             | Бран (2)             | Панатинаикос (2)        |                        |                       |
|                          |                |                      |                         |                        |                       |
| Прво коло квалификација  | СП             | Малме (1)            | ФКСБ (1)                | Лудогорец Разград (1)  | Олимпија Љубљана (1)  |
| Прво коло квалификација  | СП             | Милсами Орхеј (1)    | Дрита (1)               | Каират (1)             | Купс Куопио (1)       |
| Прво коло квалификација  | СП             | Шелбурн (1)          | Ноа (1)                 | РФС (1)                | Викингур Гета (1)     |
| Прво коло квалификација  | СП             | Зрињски (1)          | Брејдаблик (1)          | Линфилд (1)            | ФК Диферданж 03 (1)   |
| Прво коло квалификација  | СП             | Жалгирис (1)         | Хамрун спартанс (1)     | Сабуртало Тбилиси (1)  | Егнатија (1)          |
| Прво коло квалификација  | СП             | Левадија Талин (1)   | Динамо Минск (1)        | Шкендија (1)           | Интер Ескалдес (1)    |
| Прво коло квалификација  | СП             | Њу Сејнтс (1)        | Будућност Подгорица (1) | Линколн Ред Импс (1)   | Виртус (1)            |

## Распоред такмичења
Распоред одигравања утакмица у Лиги шампиона 2025/26. наведен је у доњој табели. У односу на прошле сезоне биће уведена једна „ексклузивна недеља” у којој ће се утакмице играти и четвртком. Сви мечеви у осталим недељама играће се уторком и средом осим финала.
| Фаза              | Коло                     | Жреб              | Прва утакмица                              | Друга утакмица                             |
| ----------------- | ------------------------ | ----------------- | ------------------------------------------ | ------------------------------------------ |
| Квалификације     | Прво коло квалификација  | 17. јун 2025.     | 8–9. јул 2025.                             | 15–16. јул 2025.                           |
| Квалификације     | Друго коло квалификација | 18. јун 2025.     | 22–23. јул 2025.                           | 29–30. јул 2025.                           |
| Квалификације     | Треће коло квалификација | 21. јул 2025.     | 5–6. август 2025.                          | 12–13. август 2025.                        |
| Коло плеј-офа     |                          | 4. август 2025.   | 19–20. август 2025.                        | 26–27. август 2025.                        |
| Групна фаза       | 1. коло                  | 28. август 2025.  | 16–18. септембар 2025.                     | 16–18. септембар 2025.                     |
| Групна фаза       | 2. коло                  | 28. август 2025.  | 30. септембар – 1. октобар 2025.           | 30. септембар – 1. октобар 2025.           |
| Групна фаза       | 3. коло                  | 28. август 2025.  | 21–22. октобар 2025.                       | 21–22. октобар 2025.                       |
| Групна фаза       | 4. коло                  | 28. август 2025.  | 4–5. новембар 2025.                        | 4–5. новембар 2025.                        |
| Групна фаза       | 5. коло                  | 28. август 2025.  | 25–26. новембар 2025.                      | 25–26. новембар 2025.                      |
| Групна фаза       | 6. коло                  | 28. август 2025.  | 9–10. децембар 2025.                       | 9–10. децембар 2025.                       |
| Групна фаза       | 7. коло                  | 28. август 2025.  | 20–21. јануар 2026.                        | 20–21. јануар 2026.                        |
| Групна фаза       | 8. коло                  | 28. август 2025.  | 28. јануар 2026.                           | 28. јануар 2026.                           |
| Елиминациона фаза | Шеснаестина финала       | 30. јануар 2026.  | 17–18. фебруар 2026.                       | 24–25. фебруар 2026.                       |
| Елиминациона фаза | Осмина финала            | 27. фебруар 2026. | 10–11. март 2026.                          | 17–18. март 2026.                          |
| Елиминациона фаза | Четвртфинале             | 27. фебруар 2026. | 7–8. април 2026.                           | 14–15. април 2026.                         |
| Елиминациона фаза | Полуфинале               | 27. фебруар 2026. | 28–29. април 2026.                         | 5–6. мај 2026.                             |
| Елиминациона фаза | Финале                   | 27. фебруар 2026. | 30. мај 2026. на Пушкаш Арени у Будимпешти | 30. мај 2026. на Пушкаш Арени у Будимпешти |

## Квалификације

### Прво коло квалификација
Жреб за прво коло квалификација одржан је 17. јуна 2025. Прве утакмице ће се играти 8. и 9. јула, а реванши 15. и 16. јула 2025. године.
Победници двомеча су обезбедили пролаз у стазу првака другог кола квалификација. 12 од 14 поражених екипа из двомеча ће бити пребачене у друго коло квалификација за Лигу конференције (стаза шампиона), а 2 ће бити пребачена у треће коло квалификација Лиге конференције (стаза шампиона) и биће пребачени директно у треће коло квалификација.
| Тим #1            | рез.                  | Тим #2              | прва утакмица | друга утакмица   |
| ----------------- | --------------------- | ------------------- | ------------- | ---------------- |
| Жалгирис          | 2 : 2 (10 : 11, пен.) | Хамрун спартанс     | 2 : 0         | 0 : 2 (п. с. н.) |
| Купс Куопио       | 1 : 0                 | Милсами Орхеј       | 1 : 0         | 0 : 0            |
| Њу Сејнтс         | 1 : 2                 | Шкендија            | 0 : 0         | 1 : 2 (п. с. н.) |
| Сабуртало Тбилиси | 2 : 6                 | Малме               | 1 : 3         | 1 : 3            |
| Левадија Талин    | 0 : 2                 | РФС                 | 0 : 1         | 0 : 1            |
| Дрита             | 4 : 2                 | Диферданж 03        | 1 : 0         | 3 : 2            |
| Викингур Гета     | 2 : 4                 | Линколн Ред Импс    | 2 : 3         | 0 : 1            |
| Егнатија          | 1 : 5                 | Брејдаблик          | 1 : 0         | 0 : 5            |
| Шелбурн           | 2 : 1                 | Линфилд             | 1 : 0         | 1 : 1            |
| ФКСБ              | 4 : 3                 | Интер Ескалдес      | 3 : 1         | 1 : 2            |
| Виртус            | 1 : 4                 | Зрињски             | 0 : 2         | 1 : 2            |
| Олимпија Љубљана  | 1 : 3                 | Каират              | 1 : 1         | 0 : 2            |
| Ноа               | 3 : 2                 | Будућност Подгорица | 1 : 0         | 2 : 2            |
| Лудогорец Разград | 3 : 2                 | Динамо Минск        | 1 : 0         | 2 : 2 (п. с. н.) |

### Друго коло квалификација
Жреб за друго коло квалификација је одржан 18. јуна 2025. Прве утакмице ће се играти 22. и 23. јула, а реванш утакмице 29. и 30. јула 2025.
Победници утакмица ће се пласирати у треће коло квалификација. Губитници ће бити пребачени у треће коло квалификација Лиге Европе.
| Тим #1            | рез.         | Тим #2            | прва утакмица | друга утакмица   |              |
| Стаза првака      | Стаза првака | Стаза првака      | Стаза првака  | Стаза првака     | Стаза првака |
| ----------------- | ------------ | ----------------- | ------------- | ---------------- | ------------ |
| РФС               | 1 : 5        | Малме             | 1 : 4         | 0 : 1            |              |
| Хамрун спартанс   | 0 : 6        | Динамо Кијев      | 0 : 3         | 0 : 3            |              |
| Пафос             | 2 : 1        | Макаби Тел Авив   | 1 : 1         | 1 : 0            |              |
| Линколн Ред Импс  | 1 : 6        | Црвена звезда     | 0 : 1         | 1 : 5            |              |
| Ноа               | 4 : 6        | Ференцварош       | 1 : 2         | 3 : 4            |              |
| Лех Познањ        | 8 : 1        | Брејдаблик        | 7 : 1         | 1 : 0            |              |
| Копенхаген        | 3 : 0        | Дрита             | 2 : 0         | 1 : 0            |              |
| Ријека            | 1 : 3        | Лудогорец Разград | 0 : 0         | 1 : 3 (п. с. н.) |              |
| Шкендија          | 3 : 1        | ФКСБ              | 1 : 0         | 2 : 1            |              |
| Слован Братислава | 6 : 2        | Зрињски Мостар    | 4 : 0         | 2 : 2            |              |
| Шелбурн           | 0 : 4        | Карабаг           | 0 : 3         | 0 : 1            |              |
| Купс Куопио       | 2 : 3        | Каират            | 2 : 0         | 0 : 3            |              |
| Стаза лиге        |              |                   |               |                  |              |
| Бран              | 2 : 5        | Ред бул Салцбург  | 1 : 4         | 1 : 1            |              |
| Викторија Плзењ   | 3 : 2        | Сервет            | 0 : 1         | 3 : 1            |              |
| Рејнџерс          | 3 : 1        | Панатинаикос      | 2 : 0         | 1 : 1            |              |

### Треће коло квалификација
Прве утакмице ће се играти 5. и 6. августа, а реванш утакмице 12. августа 2025. године.
| Тим #1            | рез.                | Тим #2            | прва утакмица | друга утакмица |              |
| Стаза првака      | Стаза првака        | Стаза првака      | Стаза првака  | Стаза првака   | Стаза првака |
| ----------------- | ------------------- | ----------------- | ------------- | -------------- | ------------ |
| Малме             | 0 : 5               | Копенхаген        | 0 : 0         | 0 : 5          |              |
| Каират            | 1 : 1 (4 : 3, пен.) | Слован Братислава | 1 : 0         | 0 : 1          |              |
| Лех Познањ        | 2 : 4               | Црвена звезда     | 1 : 3         | 1 : 1          |              |
| Лудогорец Разград | 0 : 3               | Ференцварош       | 0 : 0         | 0 : 3          |              |
| Динамо Кијев      | 0 : 3               | Пафос             | 0 : 1         | 0 : 2          |              |
| Шкендија          | 1 : 6               | Карабаг           | 0 : 1         | 1 : 5          |              |
| Стаза лиге        |                     |                   |               |                |              |
| Ред бул Салцбург  | 2 : 4               | Клуб Бриж         | 0 : 1         | 2 : 3          |              |
| Рејнџерс          | 4 : 2               | Викторија Плзењ   | 3 : 0         | 1 : 2          |              |
| Ница              | 0 : 4               | Бенфика           | 0 : 2         | 0 : 2          |              |
| Фејенорд          | 4 : 6               | Фенербахче        | 2 : 1         | 2 : 5          |              |

### Плеј оф коло
Жреб за плеј оф коло је одржан 4. августа 2025. Прве утакмице ће се играти 19. и 20. августа, а реванши 26. и 27. августа 2025. године.
| Тим #1          | рез.         | Тим #2       | прва утакмица | друга утакмица |              |
| Стаза првака    | Стаза првака | Стаза првака | Стаза првака  | Стаза првака   | Стаза првака |
| --------------- | ------------ | ------------ | ------------- | -------------- | ------------ |
| Ференцварош     |              | Карабаг      | 19. август    | 27. август     |              |
| Црвена звезда   |              | Пафос        | 19. август    | 26. август     |              |
| Боде/Глимт      |              | Штурм Грац   | 20. август    | 26. август     |              |
| Селтик          |              | Каират       | 20. август    | 26. август     |              |
| Базел           |              | Копенхаген   | 20. август    | 27. август     |              |
| Стаза лиге      |              |              |               |                |              |
| Фенербахче      |              | Бенфика      | 20. август    | 27. август     |              |
| Глазгов Ренџерс |              | Клуб Бриж    | 19. август    | 27. август     |              |

## Спољaшње везе
- Званични веб-сајт